# FPT Industrial
FPT Industrial S.p.A. è una società italiana, parte di Iveco Group, che si occupa della progettazione, produzione e vendita di motopropulsori per veicoli industriali on-road, off-road, marine e power generation.

## Storia
La società è nata il 1º gennaio 2011, a seguito della scissione parziale dell'allora Fiat Group che ha portato alla nascita del nuovo gruppo Fiat Industrial: le attività relative alla parte industrial & marine, che dal 2005 erano sotto il marchio Iveco Motors, di Fiat-Iveco sono quindi confluite nella nuova società FPT Industrial S.p.A.
La società impiega circa 8.400 dipendenti in tutto il mondo, localizzati in 10 stabilimenti e 6 centri di ricerca e sviluppo. L'esistenza di una rete di distribuzione di 93 concessionari e oltre 899 punti di assistenza assicura la presenza di FPT Industrial in oltre 100 paesi.

## Prodotti
La gamma dei motori di FPT Industrial copre applicazioni per:
- il settore veicoli industriali (leggeri, medi e pesanti e autobus)
- il settore macchinari industriali (macchine per il movimento terra e per la cantieristica, macchine agricole e per l'irrigazione e macchine speciali)
- il settore marino (professionale e da diporto)
- i generatori industriali

Le sette famiglie di motori diesel di FPT Industrial (R22, F1, F5, F28, Nef, Cursor, Vector) sono dotate di soluzioni tecnologiche come sistemi di alimentazione multivalvole e ad alta pressione a controllo elettronico (common rail e, in alcune versioni, iniettore pompa), dispositivi di sovralimentazione con turbocompressori a geometria fissa o variabile, anche a doppio stadio, e sistemi per il controllo delle emissioni.
Per quanto riguarda i cambi, FPT Industrial produce prodotti per applicazioni commerciali leggere; i cambi sono longitudinali a 5 e 6 marce, con una coppia massima da 300 a 500 Nm.

## Attività sportive
I motori FPT Industrial che gareggiano nelle competizioni offshore ereditano la tradizione di Aifo e Iveco Motors nel settore, che vide queste due società protagoniste nel corso degli anni ottanta.
Il ritorno al mondo delle competizioni marine nel 2008 ha visto la società trionfare con le barche Blue FPT al Round Britain e Red FPT alla Cowes-Torquay-Cowes; le imbarcazioni erano rispettivamente equipaggiate con i motori di serie N60 480 e con gli N67 450 Evo elaborati a 600 CV.
Il 2010 ha visto invece Red FPT, equipaggiata da con quattro motori turbodiesel FPT N67 da 600 cavalli, vincere la Coppa del Mondo UIM Marathon (gare di velocità e lunga durata), e l'Harmsworth Trophy, il trofeo motonautico più antico del mondo, nonché la Cowes-Torquay-Cowes di 178 miglia.

## Loghi

Logo usato fino al 2018
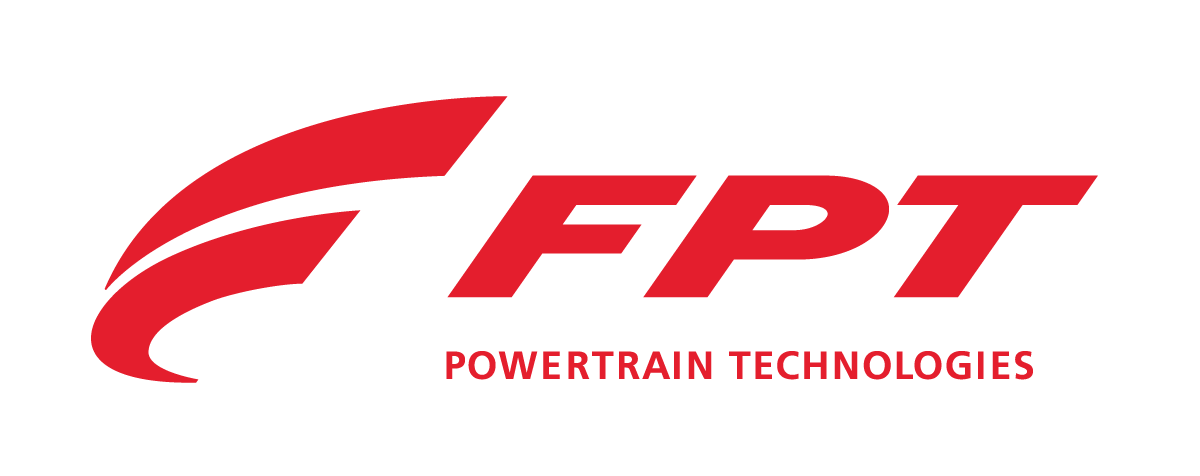
Logo in uso dal 2019